# Celtic Warriors
Die Celtic Warriors (wal.: Rhyfelwyr Celtaidd) waren eine professionelle Rugby-Union-Mannschaft aus Wales. Sie spielte 2003/04 während einer Saison in der Celtic League und wurde danach wieder aufgelöst. Die Heimspiele wurden im Stadion Brewery Field in Bridgend und an der Sardis Road in Pontypridd ausgetragen.

## Geschichte
Bis zur Saison 2003/04 war der walisische Rugby in einer typischen Ligenpyramide gegliedert, mit neun professionellen Vereinen in der obersten Liga. Das System ähnelte somit der English Premiership und der Top 14 in Frankreich. Allerdings erwies sich der walisische Markt als zu klein für neun Profimannschaften. Daraufhin begannen die neun Profi-Vereine, sich zu regionalen Mannschaften zusammenzuschließen. Im Falle der Celtic Warriors waren dies der Bridgend RFC und der Pontypridd RFC. Aufgrund der Leistung der beiden Vereine in der vorangegangenen Saison galten die Warriors als stärkste der neu gebildeten Mannschaften.
Von Beginn weg hatten die Warriors aber mit Problemen zu kämpfen. Zunächst bestand Uneinigkeit über den Namen, die Trikotfarben und das Heimstadion der Mannschaft. Der Name „Valley Ravens“ schien ein guter Kompromiss zu sein, da Bridgends Spitzname Ravens (Raben) lautete und Pontypridd in einem der südwalisischen Täler (valley) liegt. Die Welsh Rugby Union (WRU) bevorzugte Celtic Crusaders, was bei den Fans auf Ablehnung stieß. Schließlich fiel die Wahl auf Celtic Warriors.
Der Pontypridd RFC geriet jedoch in finanzielle Schwierigkeiten und musste seinen 50-Prozent-Anteil an den Warriors an Leighton Samuel verkaufen, den Besitzer des Bridgend RFC. Daraufhin beschloss Samuel, die Heimspiele der Warriors nur noch in Bridgend auszutragen, womit er mehr als die Hälfte der Fans gegen sich aufbrachte. Die durchschnittlichen Zuschauerzahlen sanken in der Folge rapide. 2004 verkaufte Samuel seine Anteile an die WRU, die daraufhin beschloss, die Mannschaft zu liquidieren. Noch vor Ende der Saison, die die Warriors auf dem vierten Platz beendeten, wechselten die besten Spieler zu Vereinen außerhalb von Wales.
Die WRU teilte die Warriors-Franchise auf. Ein Teil des zuvor abgedeckten Gebiets ging an die Ospreys, der andere an die Cardiff Blues. 2005 gründete Samuel einen neuen Verein, die Celtic Crusaders, die jedoch Rugby League spielen.

## Bekannte Spieler
| - Brent Cockbain - Gareth Cooper - Mefin Davies - Dafydd James - Gethin Jenkins - Neil Jenkins - Deiniol Jones | - Ryan Jones - Kevin Morgan - Sonny Parker - Matthew Rees - Robert Sidoli - Ceri Sweeney - Gareth Thomas |